# دييغو دي توريس فارغاس
دييغو دي توريس فارغاس (بالإنجليزية: Diego de Torres Vargas)‏ هو قسيس أمريكي، ولد في 1590 في سان خوان في الولايات المتحدة، وتوفي بنفس المكان في 1649.